# Linjefartyg

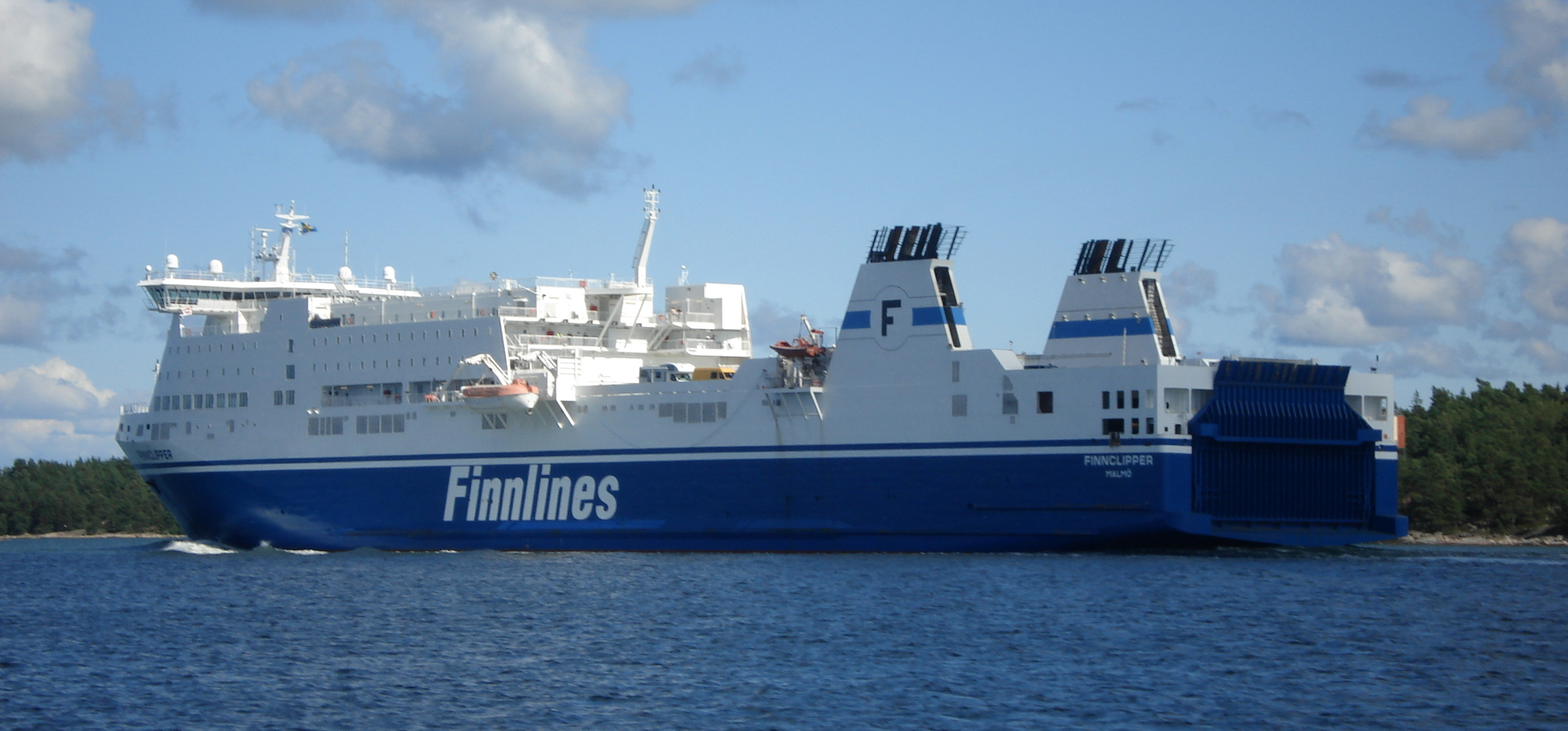
Ro-ro-fartyget M/S Finnclipper från 1998 är ett linjefartyg på rutten Nådendal–Kapellskär.

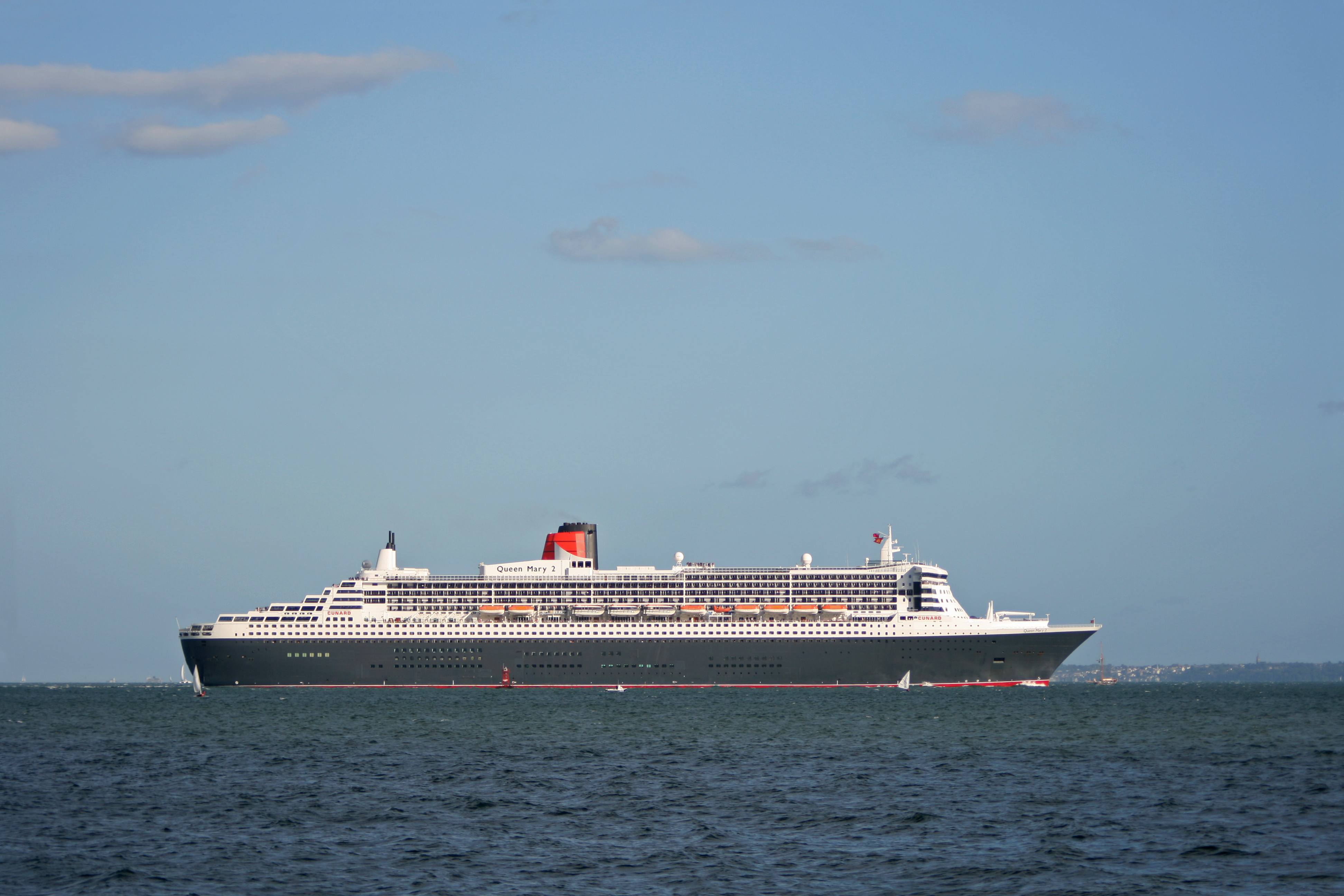
RMS Queen Mary 2, det enda långlinjefartyget nu i trafik över Atlanten.

Linjefartyg är fartyg som går på en regelbunden rutt mellan två eller flera hamnar. Linjefartygen kan vara passagerarfartyg, lastfartyg eller ta både passagerare och last. Ibland räknas också passagerarfärjor som linjefartyg. Passagerarfartyg i oceangående linjetrafik, till exempel över Atlanten, kallas ibland långlinjefartyg och benämndes under ångfartygens tid ofta som oceanångare, medan lastfartyg i linjetrafik ibland kallas lastlinjefartyg.

## Berömda långlinjefartyg
Fartyget Titanic förliste på sin jungfruresa 1912 från Storbritannien till USA, efter att ha kolliderat med ett isberg. 1 523 människor miste livet. Hennes systerfartyg Britannic, som byggts om till sjukhusfartyg 1915, sjönk i Egeiska havet 1916 efter att ha kolliderat på en mina.